# Пневматический огнемёт

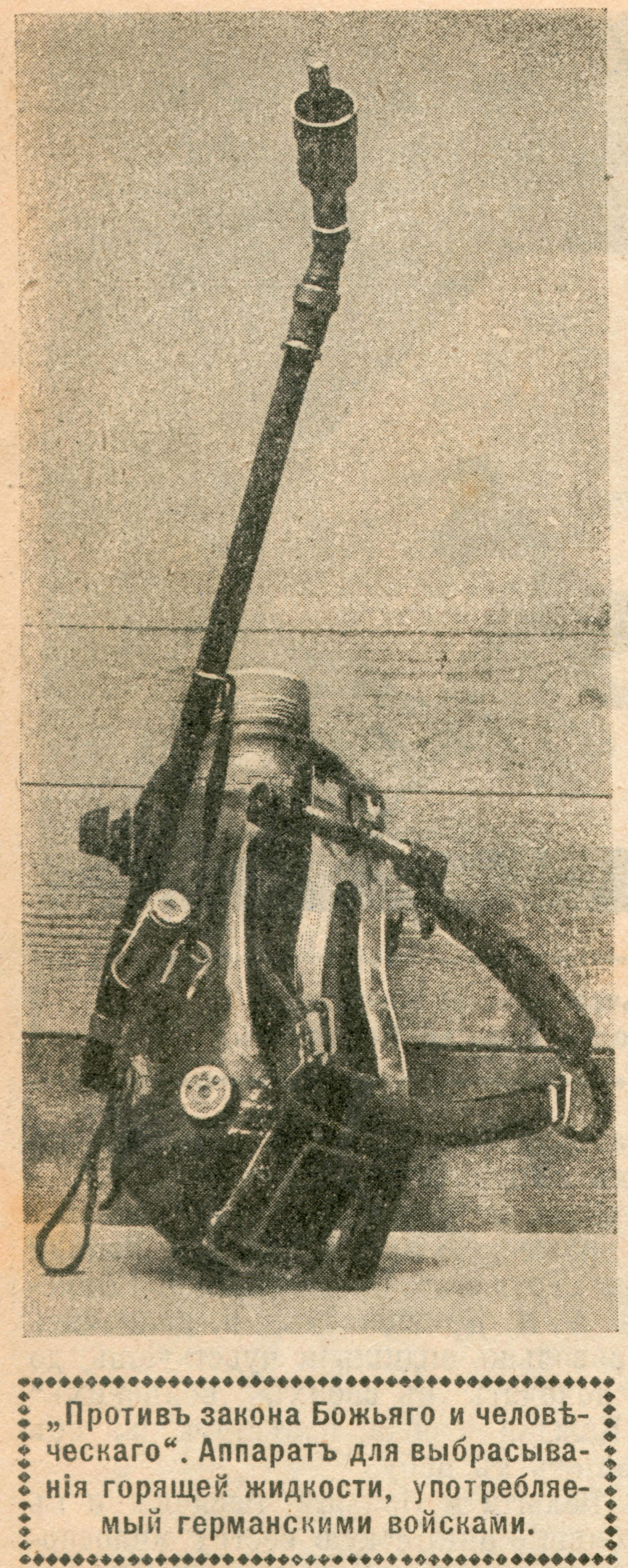
«Против закона Божьего и человеческого». Трофейный немецкий носимый (ранцевый) огнемёт начала 1916 года, являющийся типичным примером пневматического огнемёта

Пневматический огнемёт — разновидность струйного огнемёта, принцип действия которой основан на метании зажигательной смеси за счёт давления газа либо газовой смеси (как правило, сжатого воздуха либо азота), подаваемого из баллона (в отличие от фугасных огнемётов, метание огнесмеси в которых производится за счёт давления пороховых газов, образующихся при подрыве специального метательного заряда). Исторически первый тип огнемётов. Пневматический принцип действия могут иметь как ранцевые, так и тяжёлые, механизированные и танковые огнемёты.
По сравнению с появившимся позднее струйным огнемётом с фугасным принципом действия пневматический огнемёт характеризуется бо́льшими габаритами, а также существенно меньшим давлением в резервуаре в момент выстрела и, как следствие, менее высокой начальной скоростью выталкиваемой зажигательной смеси и значительно меньшей дальнобойностью; преимуществом пневматического огнемёта является возможность более тонкого контроля над процессом метания огнесмеси (в фугасном огнемёте выстрел расходует всю зажигательную смесь, находящуюся в резервуаре). Сравнительно низкая эффективность огнемётов, использующих принцип использования давления сжатого газа, привела к практически повсеместному их вытеснению фугасными огнемётами после завершения Второй мировой войны.